# Fares Juma Al-Saadi
Fares Juma Hasan Juma Al-Saadi (ur. 30 grudnia 1988) – emiracki piłkarz występujący na pozycji obrońcy w drużynie Al-Jazira.

## Kariera piłkarska
Fares Juma Al-Saadi od początku kariery występował w barwach Al-Ain. W barwach tej drużyny trzykrotnie świętował zdobycie mistrzostwa kraju (2012, 2013, 2015). W 2008 zadebiutował w reprezentacji Zjednoczonych Emiratów Arabskich. W 2011 został powołany do kadry na Puchar Azji rozgrywany w Katarze. Jego drużyna zajęła ostatnie miejsce w grupie i nie awansowała do dalszej fazy. W 2015 roku zmienił barwy klubowe i przeszedł do Al-Jazira. W 2017 po raz czwarty w karierze został mistrzem kraju. W 2019 roku został powołany do kadry na Puchar Azji.